# Ernst Reiter
Ernst Reiter (ur. 31 października 1962 w Ruhpolding) – niemiecki biathlonista reprezentujący RFN, dwukrotny medalista olimpijski i brązowy medalista mistrzostw świata.

## Kariera
Pierwszy sukces w karierze osiągnął w 1982 roku, kiedy podczas mistrzostw świata juniorów w Mińsku zdobył brązowy medal w sztafecie. Na rozgrywanych cztery lata później mistrzostwach świata juniorów w Falun w tej samej konkurencji był drugi.
W Pucharze Świata zadebiutował 11 lutego 1984 roku w Sarajewie, zajmując 22. miejsce w biegu indywidualnym. Tym samym już w debiucie zdobył pierwsze punkty. Na podium zawodów tego cyklu po raz pierwszy stanął 22 stycznia 1987 roku w Ruhpolding, kończąc bieg indywidualny na trzeciej pozycji. W zawodach tych wyprzedzili go jedynie Andriej Zienkow z ZSRR i kolejny reprezentant RFN - Fritz Fischer. W kolejnych startach jeszcze trzy razy stawał na podium: 28 stycznia 1988 roku w Ruhpolding wygrał bieg indywidualny, 21 stycznia 1989 roku w Borowcu zajął drugie miejsce w sprincie, a 16 marca 1989 roku w Steinkjer był trzeci w biegu indywidualnym. Najlepsze wyniki osiągnął w sezonie 1986/1987, kiedy zajął dziewiąte miejsce w klasyfikacji generalnej.
W 1984 roku wystartował na igrzyskach olimpijskich w Sarajewie, razem z Fritzem Fischerem, Walterem Pichlerem i Peterem Angererem zdobywając brązowy medal w sztafecie. Zajął tam także 22. miejsce w biegu indywidualnym. Na rozgrywanych cztery lata później igrzyskach w Calgary reprezentacja RFN w składzie: Ernst Reiter, Stefan Höck, Peter Angerer i Fritz Fischer zajęła drugie miejsce. W startach indywidualnych zajął 19. miejsce w sprincie i 29. miejsce w biegu indywidualnym. W sztafecie zdobył również brązowy medal podczas mistrzostw świata w Lake Placid w 1987 roku, startując z Fritzem Fischerem, Angererem i Herbertem Fritzenwengerem. Był też między innymi szósty w biegu indywidualnym na mistrzostwach świata w Ruhpolding w 1985 roku.
Dwukrotnie był mistrzem RFN w sprincie (1986 i 1989).

## Osiągnięcia

### Igrzyska olimpijskie
| Rok  | Miejscowość | Konkurencje | Konkurencje | Konkurencje | Konkurencje | Konkurencje | Konkurencje | Konkurencje |
| Rok  | Miejscowość | IN          | SP          | PU          | MS          | RL          | MR          | SR          |
| ---- | ----------- | ----------- | ----------- | ----------- | ----------- | ----------- | ----------- | ----------- |
| 1984 | Sarajewo22  | –           | nd.         | nd.         | 3.          | nd.         | {{{9}}}.    | –           |
| 1988 | Calgary     | 29.         | 19.         | nd.         | nd.         | 2.          | nd.         | –           |

### Mistrzostwa świata
| Rok  | Miejscowość            | Konkurencje | Konkurencje | Konkurencje | Konkurencje | Konkurencje | Konkurencje | Konkurencje |
| Rok  | Miejscowość            | IN          | SP          | PU          | MS          | RL          | MR          | SR          |
| ---- | ---------------------- | ----------- | ----------- | ----------- | ----------- | ----------- | ----------- | ----------- |
| 1985 | Ruhpolding             | 6.          | –           | nd.         | nd.         | –           | nd.         | –           |
| 1987 | Lake Placid            | 8.          | 15.         | nd.         | nd.         | 3.          | nd.         | –           |
| 1989 | Feistritz              | 18.         | 18.         | nd.         | nd.         | 6.          | nd.         | –           |
| 1990 | Mińsk/Oslo/Kontiolahti | 33.         | –           | nd.         | nd.         | –           | nd.         | –           |

### Puchar Świata

#### Miejsca w klasyfikacji generalnej
| Sezon     | Miejsce |
| --------- | ------- |
| 1983/1984 | ?       |
| 1984/1985 | 35.     |
| 1986/1987 | 9.      |
| 1987/1988 | 14.     |
| 1988/1989 | 13.     |
| 1989/1990 | -       |

#### Miejsca na podium chronologicznie
| Lp. | Dzień       | Rok  | Miejscowość | Konkurencja                | Lokata | Pudła   | Czas biegu | Strata  | Zwycięzca       |
| --- | ----------- | ---- | ----------- | -------------------------- | ------ | ------- | ---------- | ------- | --------------- |
| 1.  | 22 stycznia | 1987 | Ruhpolding  | Bieg indywidualny na 20 km | 3.     | 0+1+1+0 | 57:37,0    | +1:43,3 | Andriej Zienkow |
| 2.  | 28 stycznia | 1988 | Ruhpolding  | Bieg indywidualny na 20 km | 1.     | 0+0+0+0 | 56:42,4    | –       | –               |
| 3.  | 21 stycznia | 1989 | Borowec     | Sprint na 10 km            | 2.     | 0+0     | 25:40,8    | +42,5   | Birk Anders     |
| 4.  | 16 marca    | 1989 | Steinkjer   | Bieg indywidualny na 20 km | 3.     | 0+2+0+0 | 53:05,0    | +1:25,0 | Eirik Kvalfoss  |